# Hain-Minze
Die Hain-Minze (Mentha × villosa), auch Zottige Minze genannt, ist eine Pflanzenart aus der Gattung der Minzen (Mentha). Sie ist eine Hybride aus Mentha spicata und Mentha suaveolens und wird oft mit letzterer verwechselt.

## Merkmale
Die Hain-Minze ist eine ausdauernde, krautige Pflanze, die Wuchshöhen von 50 bis 100 Zentimeter erreicht. Der Stängel ist weichhaarig-zottig. Sie bildet ober- und unterirdische Ausläufer aus. Die Blätter sind eiförmig bis rundlich-eiförmig, regelmäßig und in der Regel grob gesägt und am Grund meist herzförmig. Sie sind meist rundlich und behaart, zum Teil aber auch kehl. Der Kelch ist fünfzählig. Die Krone ist rötlich. Die Kapsel ist nicht eingeschnürt.
Die Pflanze ist steril.
Die Blütezeit reicht von Juli bis September.

## Vorkommen
Die Hain-Minze kommt im warmgemäßigten bis gemäßigten Europa auf Wiesen, Weiden und Ruderalstellen vor.

## Nutzung
Die Hain-Minze wird verbreitet als bodendeckende Nutzpflanze in Gärten genutzt. Sie ist eine Heil- und Duftpflanze. Stand 2010 war der Anbau abnehmend.

## Belege
- Eckehart J. Jäger, Friedrich Ebel, Peter Hanelt, Gerd K. Müller (Hrsg.): Rothmaler - Exkursionsflora von Deutschland. Band 5: Krautige Zier- und Nutzpflanzen. Spektrum Akademischer Verlag, Berlin Heidelberg 2008, ISBN 978-3-8274-0918-8.